# 약혼

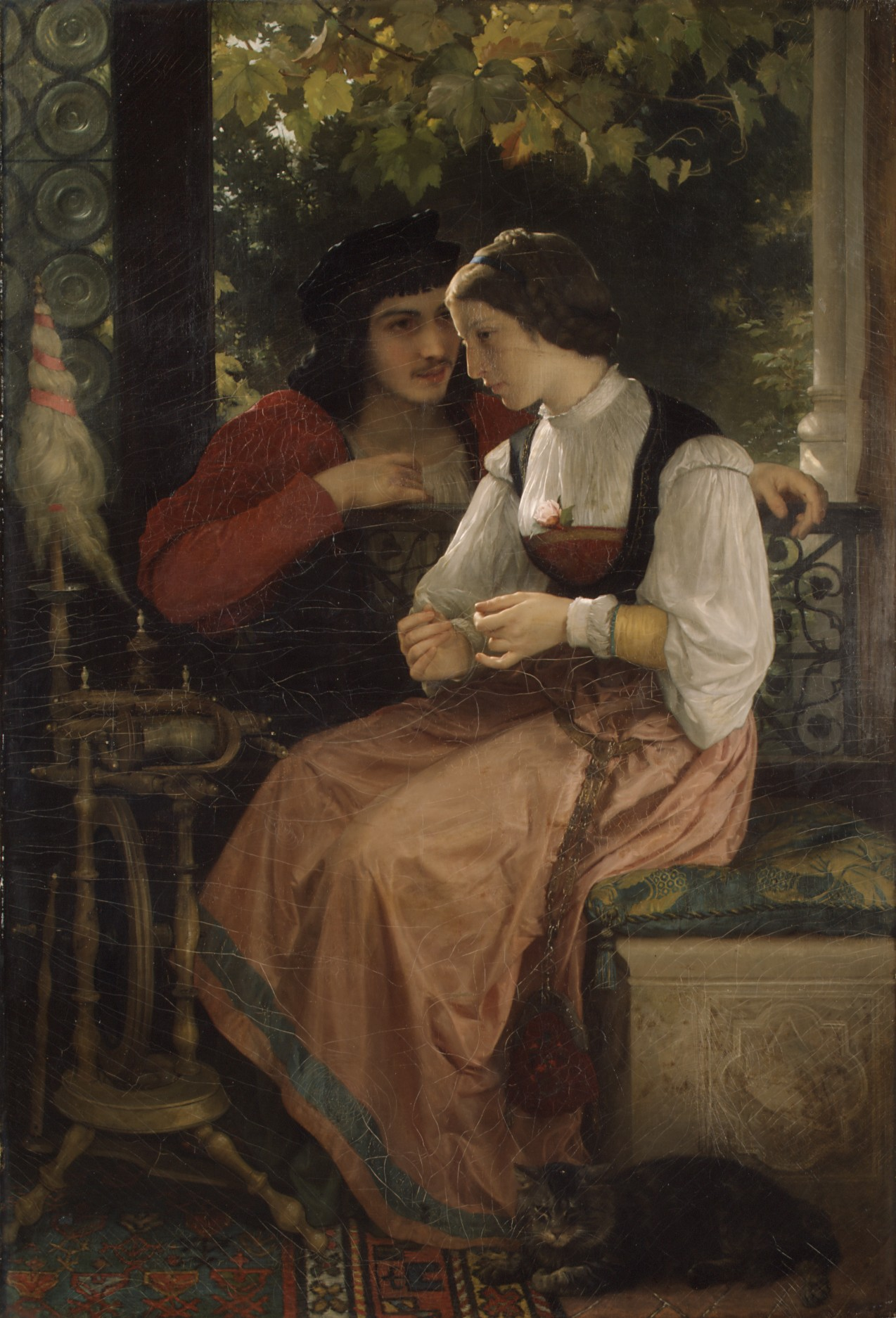
《프로포즈》, 윌리암 아돌프 부그로

약혼(約婚)은 결혼을 약속하는 것이며 청혼과 결혼 사이의 시간을 일컫는다. 이 기간 동안 연인을 약혼자라고 부른다. 약혼은 혼약(婚約)이라고도 한다.

## 약혼 기간
약혼 기간의 개념은 1215년에 교황 인노첸시오 3세에 의해 제4 라테란 공의회에서 시작되었다.

## 약혼의 성립

### 실질적 요건
혼인하려는 양 당사자 합의로 성립한다.

### 형식적 요건
민법상 약혼이 성립하기 위해서 다른 특별한 형식을 요하지 않는다. 따라서 일종의 불요식 낙성계약이라 할 것이다. 약혼시에 주고받는 예물 등은 그 성립요건이 아니고 약혼의 성립에 대해서 증명이 될 뿐이며 예물은 혼인의 불성립을 해제조건으로 하는 증여계약이라고 볼 수 있다.

## 약혼예물
약혼예물이란 약혼의 성립을 증명하고 혼인이 성립한 경우 당사자 내지 양가의 정리를 두텁게 할 목적으로 수수되는 물건을 의미한다. 약혼식이 있고 이에 다른 약혼예물이 있는 경우는 물론이지만 법률적으로는 결혼식을 하는 과정에서 당사자 및 양가 사이에 교환되는 혼인예물도 약혼예물에 포함되는 것으로 본다.

## 대한민국
약혼은 한 쌍의 남녀가 장차 법적으로 공정한 혼인을 할 것을 약속하는 것을 말한다. 혼약 또는 혼인 예약이라고도 한다. 약혼은 당사자의 합의에 의해 이루어지는데 특별한 방식이나 절차는 필요하지 않다. 민법은 만 18세가 된 사람은 약혼을 할 수 있다고 규정하였으므로, 미성년자라도 부모·후견인 또는 친족회의 동의를 얻으면 약혼할 수가 있다(801조). 약혼이란 혼인의 약속에 불과하고 혼인 자체는 아니므로, 당사자 사이에 친족적 지위는 발생될 여지가 없으며 따라서 그 사이에 출생자가 있더라도 혼인 외의 자가 될 뿐이다. 혼인은 자유로운 의사에 의하여 이룩되어야 하므로 약혼의 강제이행은 청구하지 못한다. 따라서 다음과 같은 정당한 사유가 있으면 언제든지 해제할 수가 있다. (제804조)
- 약혼 후 자격정지 이상의 형의 선고를 받은 때
- 금치산선고나 한정치산선고를 받은 때
- 성병이나 불치의 정신병 기타질환이 있는 때
- 약혼 후 다른 사람과 약혼 또는 혼인한 때
- 약혼 후 다른 사람과 간음한 때
- 약혼 후 1년 이상 그 생사가 분명하지 않은 때
- 정당한 이유 없이 혼인을 거절하거나 그 시기를 지연하는 때
- 기타 중대한 사유가 있는 때 등 민법상의 사유가 발생한 때에는 상대방에게 해제의 의사를 표시

그리고 상대방에게 의사를 표시할 수 없는 때에는 그 해제 원인이 있음을 안 때에 해제된 것으로 본다. (제805조)  약혼이 해제되면 잘못이 있는 상대방에 대해서 약혼 해제로 인한 손해배상을 받을 수가 있는데, (8제06조) 이는 가정법원에 청구한다. 이때 약혼 예물이나 그 밖의 금품에 대해서는 해제에 관하여 책임이 없는 당사자만이 반환청구권을 가지며, 과실 있는 당사자는 반환의무만을 부담할 뿐이다.

### 판례
- 일반적으로 약혼은 특별한 형식을 거칠 필요없이 장차 혼인을 체결하려는 당사자 사이에 합의가 있으면 성립하는데 비하여 사실혼은 주관적으로는 혼인의 의사가 있고 또 객관적으로는 사회통념상 가족질서의 면에서 부부공동생활을 인정할 만한 실체가 있는 경우에 성립한다.[2]
- 상대방이 내연의 처가 있고 그 사이에 남매의 자녀를 둔 남자이어서 정식으로 혼인하기 어려운 사정 임을 알고 있었다면 그 남자의 꾀임에 빠져 동거생활 중 그 사이에 아들을 분만하였다 하여도 진실한 혼인예약이 성립될 수 없다.[3]
- 남자와 여자가 장래에 있어서 부부로서 혼인할 것을 약속하고 사실상 부부로서 같이 살림을 하고 있는 경우 이른바 내연관계에 있어서는 남자는 민법상 부권은 없다 할지라도 이 약혼상의 권리는 보유하고 있다할 것이니 제3자가 약혼 중의 여자를 간음하여 남자로 하여금 혼인을 할 수 없게 하였다면 약혼으로 인한 남자의 권리를 침해한 것이라고 할 것이고 이는 불법행위를 구성한다.[4]
- 구 민법이 재판상의 이혼원인을 법정한 제813조에도 처의 임신 불가능을 규정하지 아니하였던 것인즉 혼인예약에 있어서도 상대자인 여성이 임신불가능이라 하여 그 예약을 파기할 수는 없는 것이다.[5]
- 약혼은 혼인할 것을 목적으로 하는 혼인의 예약이므로 당사자 일방은 자신의 학력 경력 및 직업과 같은 혼인의사를 결정하는 데 있어 중대한 영향을 미치는 사항에 관하여 이를 상대방에게 사실대로 고지할 신의성실의 원칙상의 의무가 있다.[6]
- 약혼해제로 인한 손해배상청구에 있어 약혼을 부당히 파기한 약혼당사자 뿐만 아니라 약혼 당사자의 부모된 자가 부당파기에 가담한 경우에는 그들도 포함하여 가사심판법 소정의 절차에 따라 손해배상을 청구할 수 있고 약혼을 부당히 파기당한 자 뿐 만 아니라 당연히 정신적 고통을 받게 되는 동인의 부모 또한 같은 법 소정의 절차에 따라 손해배상을 청구할 수 있다.[7]
- 약혼예물의 수수는 약혼의 성립을 증명하고 혼인이 성립한 경우 당사자 내지 양가의 정리를 두텁게 할 목적으로 수수되는 것으로 혼인의 불성립을 해제조건으로 하는 증여와 유사한 성질을 가지므로 예물의 수령자측이 혼인 당초부터 성실히 혼인을 계속할 의사가 없고 그로 인하여 혼인의 파국을 초래하였다고 인정되는 등 특별한 사정이 있는 경우에는 신의칙 내지 형평의 원칙에 비추어 혼인 불성립의 경우에 준하여 예물반환의무를 인정함이 상당하나 그러한 특별한 사정이 없는 한 일단 부부관계가 성립하고 그 혼인이 상당기간 지속된 이상 후일 혼인이 해소되어도 그 반환을 구할 수는 없으므로 비록 혼인 파탄의 원인이 며느리에게 있더라도 혼인이 상당 기간 계속된 이상 약혼예물의 소유권은 며느리에게 있다.[8]

## 같이 보기
- 약혼 반지
- 혼인
- 청혼
- 파혼

## 참고 문헌
- 박동진, 약혼예물의 교부와 그 반환 청구권의 법리, 가족법연구, 제19권 제2호, 2005.